# 康凤英
康凤英（1951年—），山东诸城人，汉族，中华人民共和国政治人物、第十一届全国人民代表大会山东地区代表。
毕业于昌潍医学院医疗专业。加入民革。担任潍坊医学院眼科研究所所长。2008年起担任全国人大代表。